# Carpophilus mutilatus
Carpophilus mutilatus é uma espécie de insetos coleópteros polífagos pertencente à família Nitidulidae.
A autoridade científica da espécie é Erichson, tendo sido descrita no ano de 1843.
Trata-se de uma espécie presente no território português. É encontrado também na Oceania, Europa, América do Norte e Ásia temperada.